# Доротеенштадтское кладбище
Доротеенштадтское кладбище (нем. Dorotheenstädtischer Friedhof) — кладбище в историческом центре немецкой столицы. Расположено в квартале Доротеенштадт берлинского района Митте недалеко от Французского кладбища и образует с ним единый архитектурный ансамбль XVIII века. Охраняется государством.
Площадь — около 17 000 м². Центральный вход расположен по адресу Chaussee Straße № 126 (рядом с домом Бертольта Брехта, где драматург и его супруга Хелена Вайгель провели последние годы; оба были похоронены на Доротеенштадтском кладбище).

## История
Ранее в этих местах располагалось имение Тиргартен, подаренное курфюрстом своей жене Доротее Софии Шлезвиг-Гольштейн-Зондербург-Глюксбургской. Во второй половине XVIII века население Берлина стало расти такими темпами, что мест для захоронения умерших не хватало. Возникла угроза эпидемий.
Прусский король Фридрих II Великий пожертвовал на эти цели землю за воротами Ораниенбурга Берлинской таможенной стены. Тогда было создано четыре кладбища, из которых сохранилось Французское кладбище и кладбище Доротеенштадт. Последнее было создано совместно двумя протестантскими приходами в начале 1760-х годов. Захоронения начались производиться в 1770 году.
Первоначально здесь хоронили представителей преимущественно низших классов. Из-за близости к Берлинскому университету (основанному в 1810 году) и нескольким академиям (науки, искусства, архитектуры, музыкальной), многие выдающиеся деятели, которые работали в них и жили в Доротеенштадте, нашли здесь своё последнее место упокоения. По мере того как росло социальное положение похороненных на кладбище, увеличивалось количество захоронений знаменитых представителей немецкой науки и культуры XIX века. Между 1814 и 1826 годами кладбище увеличилось в несколько раз. К концу 1860-х годов первоначальное кладбище было заполнено, а после 1869 года захоронения разрешались лишь на купленных родственниками участках. В 1889 году часть земли была продана в связи с проектом по благоустройству дорог, и некоторые важные могилы пришлось переместить. Кладбище пострадало в послевоенный период и во время кризиса: ценные металлы и чугун, бывший популярным материалом для могильных памятников в Пруссии, произведенный на королевском литейном заводе в Берлине, были украдены с могил. Во время Второй мировой войны окружающая территория сильно пострадала, и кладбище также было повреждено.

## Известные персоны, похороненные на Доротеенштадтское кладбище
На кладбище святой Доротеи покоятся не только известные жители Берлина, но и мировые знаменитости, среди которых философы Гегель и Иоганн Готлиб Фихте, писатели Бертольт Брехт, Анна Зегерс, Генрих Манн, Арнольд Цвейг, композиторы Рудольф Вагнер-Регени, Лео Шпис, Ханс Эйслер и др.